# Studnica (Miłkowice)
Studnica (deutsch: Steudnitz) ist ein Dorf in der Landgemeinde Miłkowice (Arnsdorf) im Powiat Legnicki der Woiwodschaft Niederschlesien in Polen.

## Lage
Studnica liegt nordöstlich von Legnica.

## Geschichte
1318 wird im Zinsregister des Gabriel von Rimini, der Apostolischer Nuntius und Kaplan sowie Erzpriester von Rimini war, ein „Rector ecclesie in Studinicz circa Leginicz“ erwähnt. 1329 erscheint der Ort in einem Dokument als Studnicza. Es gehörte zum piastischen Herzogtum Liegnitz, das sich 1329 Böhmen unterstellte. Nach dem Tod des Herzogs Georg Wilhelm fiel Steudnitz zusammen mit dem Herzogtum Liegnitz als erledigtes Lehen an Böhmen heim. Besitzer war damals Christoph Friedrich von Tschesch auf Steudnitz, der mit Anna Magdalena geb. von Zedlitz verheiratet war, beide († 1690). Nach dem Ersten Schlesischen Krieg fiel Steudnitz mit dem größten Teil Schlesiens 1741/42 an Preußen. 1818 gelangte es an den Landkreis Goldberg, mit dem es bis 1945 verbunden blieb. 1845 besaß das Gut ein Freiherr von Rothkirch. Das Dorf bestand damals aus 28 Häusern, einem herrschaftlichen Wohnhaus, einem Vorwerk, 253 Einwohnern (vier katholisch und der Rest evangelisch), einer evangelischen Pfarrkirche mit Pfarrwidum, einer evangelischen Schule nur für den Ort, katholische Kirche zu Haynau, einem Wundarzt, einer Wassermühle mit zwei Einwohnern, einer Brauerei, einem Wirtshaus, neuen Handwerkern und zwei Krämern.
Als Folge des Zweiten Weltkriegs fiel Steudnitz 1945 zusammen mit fast ganz Schlesien an Polen. Nachfolgend wurde es in Studnica umbenannt. Die deutsche Bevölkerung wurde, soweit sie nicht schon vorher geflohen war, weitgehend vertrieben. Die Neusiedler waren zum großen Teil Vertriebene aus Ostpolen, das an die Sowjetunion gefallen war.

## Sehenswürdigkeiten

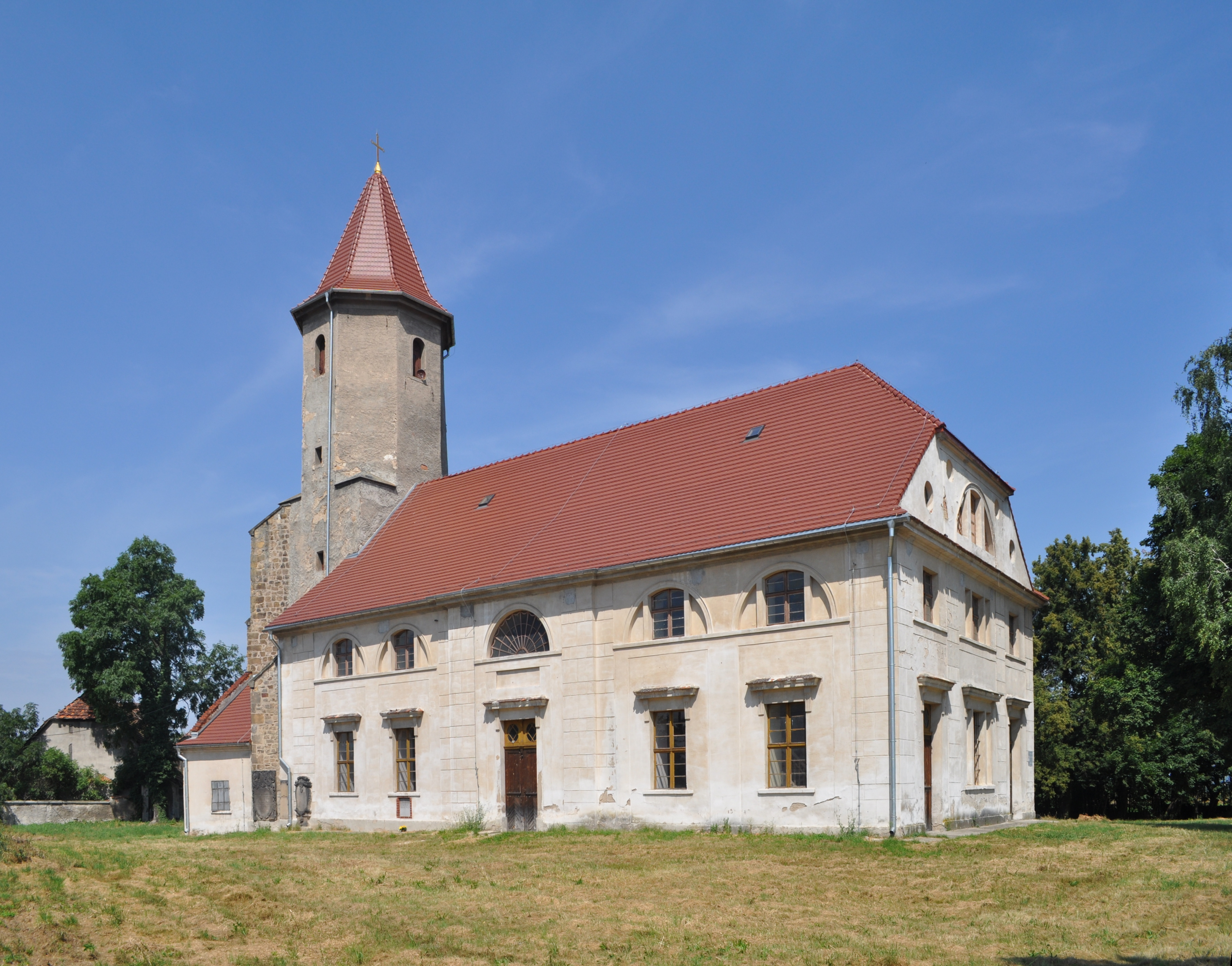
Ehemalige evangelische Pfarrkirche

- Die römisch-katholische Filialkirche St. Kasimir und Unsere Liebe Frau vom Tor der Morgenröte, bis 1945 evangelisch-lutherische Pfarrkirche St. Stephani, wurde 1816 im Stil des Klassizismus errichtet.[4] Den Vorgängerbau, von dem der spätgotische unten viereckige, oben achteckige Turm erhalten blieb, setzten in den Befreiungskriegen 1813 französischen Truppen in Brand. Darauf erfolgte der Bau eines neuen klassizistischen Langhauses mit drei Emporen. Zur evangelischen Parochie waren früher gepfarrt: im Landkreis Goldberg: Steudnitz, Doberschau, Petschkendorf, Siegendorf und im Landkreis Liegnitz: Arnsdorf. Katholisch war der Ort nach Haynau gepfarrt. Die Kirche umgibt ein ehemaliger Friedhof mit Umfassungsmauern und einem Eingangstor. An den Mauern befinden sich Epitaphien für Christoph Friedrich von Tschesch und dessen Ehefrau Anna Magdalena geborene von Zedlitz, beide († 1690) sowie für den Pastor Benjamin Schellwig († 1705).
- Mehrere Sühnekreuze
- Bildstock